# Congonella frontalis
Congonella frontalis is een hooiwagen uit de familie Assamiidae.